# Терентьев, Георгий Кириллович
Георгий Кириллович Терентьев (род. 20 апреля 1823 — умер 12 сентября 1904, Кола) — русский православный священник, известен также как просветитель саамов, исследователь их истории и культуры.
Более пятидесяти лет отец Георгий служил в Печорском и Александровском (Кольском) уездах Архангельской епархии.

## Биография
Сын дьячка Рязановского прихода Холмогорского уезда Архангельской губернии.
Учился в Архангельском духовном училище и семинарии, окончил философский класс в 1845 году. Поступил на службу в Онежский уезд псаломщиком, позже был посвящён в сан диакона к Мезенскому собору (1851), а затем в сан священника в Куйский — наиболее отдалённый — приход Мезенского (Печорского) уезда (1852), где прожил восемь лет.
В 1855 году, во время Крымской войны, когда английская флотилия появилась в Белом море, отец Георгий был в ополчении, созданном для защиты запечорского края.
Два года после этого отец Георгий священствовал в Архангельском и Пинежском уездах, после чего переехал в Нотозерский приход Кольского (Александровского) уезда (1861), где почти безвыездно прожил более 40 лет (в том числе с 1871 по 1875 год священствовал в городе Коле). Известно, что в начальный период его службы ещё не существовало сколько-нибудь надёжных путей сообщения этих уездов с Архангельском (равно как и уездов, а нередко и соседних деревень, друг с другом).
Последние годы жизни был заштатным священником Кольского собора. Скончался 12 сентября 1904 года в Коле; как было написано в некрологе — «после продолжительной болезни, от старческой дряхлости».Похоронен на городском кладбище г Кола. Могила сохранилась до наших дней.

## Деятельность
Отец Георгий исполнял как приходские обязанности, так и службу духовника и благочинного. Для исполнения треб у рыбопромышленников и колонистов он неоднократно командировался на Мурманский берег
Будучи православным священником при церкви св. Бориса и Глеба, расположенной недалеко от русско-норвежской границы, отец Георгий занимался просветительской деятельностью среди саамов. Отец Георгий также занимался исследованием истории и культуры саамов.

## Награды
Был награждён орденом святой Анны второй степени. По случаю полувекового пребывания в священном сане получил от духовенства и почитателей крест, украшенный камнями.

## Публикации
- Терентьев Г. Этнография лопарей // Архангельские губернские ведомости. — 1868. № 2.
- Терентьев Г. Туломский падун // Архангельские губернские ведомости. — 1872:19, 20, 21, 22.
- Терентьев Г. Лопская свадьба // Архангельские губернские ведомости. — 1874:21.
- Терентьев Г. О промышленности ловозерских лопарей и об улучшении их быта // Архангельские губернские ведомости. — 1877: 29.